# Exception culturelle
 (janvier 2008).
Si vous disposez d'ouvrages ou d'articles de référence ou si vous connaissez des sites web de qualité traitant du thème abordé ici, merci de compléter l'article en donnant les références utiles à sa vérifiabilité et en les liant à la section « Notes et références ».
L'exception culturelle est un concept en droit international et en politique culturelle.
Il s'agit d'un ensemble de dispositions visant à faire de la culture une exception dans les traités internationaux, notamment auprès de l'Organisation mondiale du commerce (OMC). Ces dispositions ont pour but de spécifier que les États sont souverains et fondés à limiter le libre-échange de la culture sur le marché pour soutenir et promouvoir leurs propres artistes, véhicules et porte-parole de leur culture.
En pratique pour la mise en place, et en principe pour l'application de ces dispositions, elles sont soutenues par 31 Coalitions nationales dans les pays suivants : Allemagne, Argentine, Australie, Belgique, Bénin, Brésil, Burkina Faso, Cameroun, Canada, Chili, Colombie, Congo, Corée du Sud, Côte d’Ivoire, Équateur, Espagne, France, Guinée, Hongrie, Irlande, Italie, Mali, Maroc, Mexique, Nouvelle-Zélande, Pérou, Sénégal, Slovaquie, Suisse, Togo, Uruguay. En mars 2007, à Montréal, ce sont maintenant 38 coalitions qui ont réaffirmé leur soutien à la diversité culturelle : dotées d'un Comité international de liaison, le CIL-CDD, elles regroupent environ 400 organisations professionnelles de la culture de toutes les régions du monde.

## Historique
En 1948 entrent en vigueur les accords internationaux du GATT qui sont des règles libérales de non-discrimination tarifaire et de liberté des échanges. Il existe des clauses de sauvegarde qui reconnaissent aux pays en développement la possibilité de relever leurs droits de douane afin de protéger les industries naissantes, ce qui fut le cas pour nombre de pays afin de se protéger du cinéma hollywoodien notamment grâce à la mise en place d'un système de quotas (art. 4).
Dès les années 1960, les États-Unis ont commencé à critiquer ces clauses de sauvegarde en liant leurs programme télévisés au GATT. En effet ils estimaient que la restriction à l'importation de leurs programmes était contraire à l'art. 4 de l'accord car cet article n'était valable que pour le cinéma.
En 1986 lors de l'Uruguay Round sur la libéralisation du commerce des services ont été adoptés les accords du GATS. 3 principes devaient s'appliquer :
1. Principe de libre accès du marché : les droits de douane doivent disparaître.
2. Clause du traitement national : il est interdit de pénaliser commercialement un produit importé par rapport aux produits nationaux.
3. Clause de la nation la plus favorisée : si deux États du GATT se sont accordé mutuellement des avantages, ceux-ci doivent être étendus à tous les États membres du GATT.

Ces accords ont provoqué la peur des Européens qui voyaient en eux une menace pour leurs propres services culturels. C'est pourquoi il a fallu réfléchir à un statut spécial pour la culture. Trois clauses étaient envisageables : celle d'exemption, celle d'exception et celle de spécificité. En 1993, le Parlement européen opte pour la clause de spécificité culturelle, ce qui suppose donc l'intégration de la culture dans les négociations du GATT, mais en mettant en place une liste d'engagements veillant à ce que tous les mécanismes de protection de la culture propre à chaque pays membre puissent être maintenus.
La France s'est violemment opposée à ce statut trop souple en pointant du doigt cette liste exhaustive qui pouvait provoquer la libéralisation. C'est pourquoi elle a défendu la thèse de l'exception culturelle. Des actions d'espionnages ont été entrepris par les Etats-Unis d'Amérique afin de connaitre les arguments français. Le contre-espionnage français, repérant l'espion américain et son informateur, retourne ce dernier afin d'aiguiller les Etats-Unis d'Amérique sur une fausse piste avant d'expulser cet espion.
Finalement en 1994, une clause d'exception culturelle différente de celle de la France est enfin adoptée. Cette clause stipule que la culture n'est pas exclue définitivement du GATT mais que pour l'instant elle n'est pas considérée comme incluse. La définition d'exception culturelle française se rapprochait plus de celle d'exemption.

## L'exception culturelle française
En France, le principe de « diversité culturelle » est lié à celui d'exception culturelle française, bien que ce dernier consiste plus en une défense des arts nationaux (en particulier la musique et le cinéma) vis-à-vis d'une « industrie américanisée » considérée comme dangereuse qu'en une lutte pour la diversité culturelle dans le monde. L'un des outils majeurs utilisés par la France pour lutter contre ce « danger » est la mise en place de quotas :
- Les décrets « Tasca » du 17/01/1990 posent deux types de quotas pour le cinéma et l'audiovisuel :

1. des quotas de production qui imposent aux chaînes de télévision d'investir 3,2 % de leur chiffre d'affaires annuel à la production d'œuvres cinématographiques ou audiovisuelles françaises et européennes. Dont 2,5 % doivent être alloués à des œuvres d'expression originale française (EOF). Exception de 9 % pour Canal+.
2. des quotas de diffusion qui imposent aux chaînes de consacrer 60 % de leur temps d'antenne pour des œuvres européennes, dont 40 % d'œuvres EOF (initialement le texte prévoyait 50 %, mais sera modifié en 1992 à la suite du mécontentement d'autres pays européens par rapport à ce décret).

- La loi en date du 01/02/1994 applicable dès le 01/01/1996 impose des quotas aux radios françaises quant à la diffusion des titres francophones. Cette loi fixe un taux de 40 % de programmation d'œuvres créées ou interprétées par des francophones, dont 20 % sont des nouveaux talents durant les heures d'écoute significative.

## Critique
L'ancien premier ministre espagnol José María Aznar considérait en 2004 que le repli sur une « exception culturelle » est le signe d'une culture en déclin. Ainsi, il déclarait : « L'idée de créer une exception culturelle vient des pays dont la culture est en déclin, ceux qui ne connaissent pas ce problème n'ont rien à craindre. (…) L'exception culturelle est le refuge des cultures en déclin. Je ne crois pas en l'exception culturelle européenne et je ne redoute pas la globalisation. »
De même, le philosophe Raymond Ruyer écrit-il : « Une culture établie, protégée, subventionnée, constituée en église ou chapelle vivant aux dépens du public risque fort de n'être qu'une fausse culture. (…) La vraie culture, le vrai sport, l'art véritable comme la vraie religion, est plus réellement démocratique. Elle est plus réellement et plus spontanément demandée. Elle ne va pas de haut en bas, jusqu'au peuple, à partir de mystérieux arcanes habités par des grands prêtres ».
Ces critiques sont en partie reprises par Mario Vargas Llosa, prix Nobel de littérature 2010, qui déclare : « La chose la plus importante que j'ai apprise est que les cultures n'ont pas besoin d'être protégées par les bureaucrates et les forces de police, ou placées derrière des barreaux, ou isolées du reste du monde par des barrières douanières pour survivre et rester vigoureuses. Elles doivent vivre à l'air libre, être exposées aux comparaisons constantes avec d'autres cultures qui les renouvellent et les enrichissent, leur permettant de se développer et de s'adapter au flot constant de la vie. La menace qui pèse sur Flaubert et Debussy ne vient pas des dinosaures de Jurassic Park mais de la bande de petits démagogues et chauvinistes qui parlent de la culture française comme s'il s'agissait d'une momie qui ne peut être retirée de sa chambre parce que l'exposition à l'air frais la ferait se désintégrer ».